# Краварник
Краварник е помещение за отглеждане на крави, подобно на обора.
В съвременните краварници и кравеферми трудът на селскостопанските работници е механизиран. Съвременната индустрия е усвоила производството на машини за доене, фуражни машини и такива за отвеждане и транспортиране на оборския тор. Краварниците имат хранилки, поилки и канал за отвеждане на отпадъци.
През зимата кравите са в обора денонощно, но с появата на свежа трева, селскостопанските работници ги извеждат на пасбища.